# Religion maya
La religion maya est l'ensemble des croyances et des rites partagés à l'époque précolombienne par les Mayas, et dont il reste des pratiques très importantes dans certaines communautés indigènes mayas, notamment au Guatemala.
Cette religion polythéiste partage de nombreux points communs avec les autres religions mésoaméricaines, tant du point de vue des croyances que des pratiques rituelles et des arts sacrés.
Les Mayas croyaient en la récurrence des cycles de création et de destruction. Les rituels et les cérémonies étaient étroitement reliés à ces multiples cycles terrestres et célestes. Le rôle du prêtre maya était d'interpréter ces cycles et de prophétiser les temps passés et à venir. Si des temps difficiles étaient prévus, il fallait faire des sacrifices pour apaiser les dieux.
Pour suivre ces cycles, ils utilisaient plusieurs calendriers : un calendrier sacré, le plus important de 260 jours, appelé calendrier Tzolk'in ; un autre de 365 jours basé sur l'année solaire, le calendrier haab ; un calendrier lunaire ; un calendrier basé sur Vénus ainsi qu'un système unique en Mésoamérique, appelé le compte long de l'époque classique.
Au cours de sa longue existence, la religion maya n'est pas restée immuable. À l'époque classique, le culte est centré autour de la personne du souverain, appelé « k'uhul (divin) ajaw (seigneur) », garant de l'ordre cosmique et intercesseur auprès des ancêtres et des entités surnaturelles. Vers 800-900 ap. J.-C., l'effondrement de la civilisation maya classique entraîna la disparition de la royauté sacrée. À l'époque postclassique, des prêtres rendaient un culte à un panthéon assez large dans lequel étaient venus se greffer des dieux venus du Nord, toltèques (Quetzalcóatl → Kukulkan, probablement aussi Itzamna) et aztèques sur un nombre de dieux déjà important, le Soleil, la Lune, la pluie, Vénus disposant déjà chacun, pour la plupart, de quatre formes divines distinctes.

## Sources
La religion maya de l'Époque postclassique est mal connue car il n'en reste que quelques livres :
- le Codex de Madrid, aussi appelé Codex Tro-Cortesianus ;
- le Codex de Dresde, ou Dresdensis[1] ;
- le Codex de Paris, ou Peresianus ;
- le Codex Grolier, aussi appelé Fragment Grolier, dont l'authenticité est disputée par J.E.S. Thompson, Susan Milbrath, et l'investigateur français Claude Baudez.

Il existe aussi deux livres importants écrits après la conquête espagnole ;
- le Chilam Balam (plutôt une série de manuscrits yucatèques étroitement liés) ;
- le Popol Vuh, document quiché.

Nous disposons également d'informations précieuses, surtout sur les rites, grâce aux écrits des religieux espagnols, notamment Diego de Landa, soucieux de mieux les connaître pour extirper l'«idolâtrie».
Enfin, des sculptures, des peintures et de nombreux objets (céramiques, objets en jade, coquillages, os, pierre) présentant des inscriptions hiéroglyphiques, souvent de nature rituelle, voire religieuse, permettent aux archéologues et aux épigraphistes de reconstruire une partie de la pensée de l'époque classique.

## Croyances

### Cosmologie
Si bien des aspects de la religion des Mayas restent obscurs, on sait néanmoins qu’ils croyaient que le cosmos était séparé en trois entités différentes : le monde inférieur (appelé Xibalba dans le Popol Vuh), la terre et le ciel.

#### Inframonde
Le monde souterrain comportait neuf maisons (Les Bolon (9) Tiku) sur lesquelles régnaient les seigneurs de la Nuit. On rencontre souvent la même confusion qu'a fait Diego de Landa dans ses chroniques : ce ne sont pas des dieux mais des lieux autour desquels se retrouvent les dieux.
Le monde souterrain était un endroit froid et inhospitalier auquel étaient destinés la plupart des Mayas après leur mort.
Lorsque les rois mouraient, ils empruntaient le chemin lié au mouvement cosmique du soleil et tombaient dans le Monde inférieur, mais parce qu’ils possédaient des pouvoirs surnaturels, ils renaissaient dans le Monde céleste et devenaient des dieux.
Cet univers souterrain accueillait aussi chaque soir les corps célestes comme le Soleil, la Lune et Vénus, une fois franchi le seuil de l’horizon.
Au moment de la conquête au Yucatan, le dieu suprême de l'inframonde et donc de ces 9 niveaux est Yum Cimil (seigneur de la mort), aussi connu sous les noms de Hun Kame (en Quiche) et Cizil. On trouve dans le Popol Vuh, dans les différents codex et dans les témoignages des premiers religieux, un nombre de noms de dieux des enfers très supérieur à 9. Il est difficile de faire la part des doublons liés aux différences linguistiques entre Yucatec, Cholan et Quiche. Par ailleurs le goût prononcé des prêtres maya pour l'ésotérisme a considérablement compliqué les tâches d'identification par l'utilisation simultanée de plusieurs noms pour un même dieu. Enfin il n'est nulle part question de neuf dieux seulement, mais bien de neuf niveaux, chaque niveau étant un foyer autour duquel peuvent se retrouver plusieurs dieux. Vucub Came au septième niveau, par exemple, a plusieurs enfants comme Zipacna et Cabracan dont on ne connaît ni le rôle ni le lieu de résidence.
- au niveau -1 se trouve le seigneur Akbal Kin (Un avatar du soleil, "le soleil nocturne", son corps démembré qui circule sous nos pieds la nuit pour repasser du couchant au levant).
- au niveau -2 se trouve l'enfer du froid et de la famine, au seigneur inconnu.
- au niveau -3 se trouve l'enfer des jaguars et de la douleur, dont le seigneur est probablement le dieu de la chasse Uk Puh et/ou Ahal Puh (Petit seigneur de la chasse). Ah Katum, Zuhuy et Tzipitabay en sont d'autres avatars.
- au niveau -4 se trouve l'enfer des chauve-souris Zotziha, dirigé par le seigneur Kamazotz (zotz veut dire chauve-souris dans toutes les langues mayas... mais en pays Quiche ce seigneur doit s'appeler Kuchumakik (Celui qui prélève le sang en quiche) ; on retrouve son nom dans le Popol Vuh, il est le père de Ixquic la mère des jumeaux héroïques).
- au niveau -5 se trouve l'enfer des couteaux volants dirigé par le seigneur de la guerre Buluk Ch'aptan[3]. Buluk est associé au nombre 11. Il porte peut-être aussi le nom de Ahal Tokob (petit seigneur des lames d'obsidienne) à moins qu'il n'existe plusieurs dieux autour de ce foyer. En observant les glyphes de Buluk Ch'aptan et de Ek Chuach (Dieu des marchands) on constate qu'ils sont identiques à la différence près d'un surlignage noir dans le cas d'Ek Chuach. (Wikipédia en espagnol, renseigné par des sources mexicaines, ne fait pas de différence entre ces deux divinités.)
- au niveau -6 se trouve l'enfer chaud des flammes et de la braise, au seigneur inconnu mais ce niveau pourrait s'appeler Kawil (qui signifie foyer ou pays des flammes en maya ancien).
- le niveau -7 est dirigé par le prince des morts Vucub Kame (Vucub signifie 7 et Kame signifie la mort).
- au niveau -8 se trouve l'enfer de la maladie et de la décomposition, là encore se trouvent probablement plusieurs seigneurs dont Chamiabak et Chamiaholon (déformation du Yucatec Chamay baak et Chamay Jo'olob, celui qui peint les os et celui qui peint les têtes !).
- au niveau -9 se trouve l'enfer des morts, dirigé par le seigneur Ah Puch ou Hun Hau et son épouse Ixtab la déesse des suicides[4],[5].

#### La terre
Dans le calendrier maya représenté sur le Codex de Dresde, l’un des rares à avoir survécu à la conquête espagnole, les Mayas voyaient la Terre comme une forme plate et carrée. Chacun de ses quatre angles était situé à un point cardinal et était représenté par une couleur : le rouge à l’est, le blanc au nord, le noir à l’ouest et le jaune au sud. Le centre était vert.

#### Le ciel
Le ciel était composé de treize strates, chacune ayant sa propre divinité. Au niveau le plus élevé se trouvait l’oiseau Muan.
Certains Mayas croyaient aussi que chacun de ses quatre angles était soutenu par une divinité à la musculature impressionnante appelée Bacab. Pour d’autres, le ciel était soutenu par quatre arbres de couleurs et d’espèces différentes, et le ceiba vert, ou liard, se dressait au centre.
Les humains bons et vertueux menaient après leur mort une existence tranquille dans ces cieux, sous un immense arbre, Yaxche, qui étendait ses branches dans toutes les directions.
Là, ils pouvaient oublier toute leur fatigue et tous leurs tourments, rafraîchis par une brise fraîche et bercés par une musique douce, ils passaient le temps agréablement en conversations amicales et ils mangeaient une nourriture délicieuse.

### Les dieux mayas
À l'époque postclassique, le panthéon maya comptait un grand nombre de divinités. Cette prolifération s’explique en partie par le fait que chacune des divinités se présentait sous des aspects multiples. Certaines pouvaient se présenter sous une forme masculine ou féminine, ou encore sous une forme jeune ou âgée. Chaque dieu représentant un corps céleste possédait dans le monde souterrain un visage différent qui se révélait chaque soir à sa « mort ». Une divinité pouvait changer d'aspect selon la direction (nord, sud, ouest, est, centre), cet aspect étant lié à une couleur.
À la fin du XIXe siècle, le mayaniste Paul Schellhas (de) entreprit d'explorer l'iconographie foisonnante des codex de Dresde, de Paris et de Madrid. De cette étude, il dégagea un certain nombre de divinités. La connaissance de l'écriture maya en était encore à ses balbutiements. Schellhas choisit donc prudemment de désigner chacune de ces divinités par une lettre, de A à P. Les mayanistes sont actuellement loin d'être d'accord sur les concordances entre ces divinités et les noms de divinités cités par Diego de Landa ou les Chilam Balam. Si l'on excepte quelques points de détails, la classification de Schellhas continue donc à être employée dans les études mayas.
Liste de divinités mayas
- Acat - Dieu des Tatouages
- Ah Mun - Dieu de l'agriculture

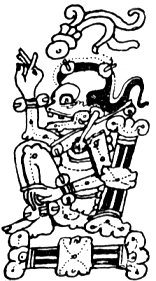
Ah Puch, dieu de la mort.

- Ah Muzen Cab - Dieu des abeilles et du miel
- Ah Puch, ou Ah Cimi, ou encore Ah Cizin - Dieu de la mort
- Alom, Qaholom - Dieux créateur dans le Popol Vuh
- Tuumax - dieu du quatrième niveau de l'inframonde et dieu des cauchemars
- Bacabs - dieux cardinaux
- Buluc Chabtan - Dieu de la mort violente
- Cabracan - Géant, second fils de Vucub Caquix dans le Popol Vuh
- Camazotz - Dieu chauve-souris, essaie de tuer Hunahpu et Ixbalanque dans le Popol Vuh
- Chac - Dieu de la pluie et du tonnerre
- Chicchan - Dieu de la pluie
- Ek Chuah - Dieu des marchands et de la prospérité
- Ghanan - Un dieu de l'agriculture et de la fertilité
- Gucumatz - Dieu serpent créateur des Mayas des hautes-terres
- Hun Ahpu Vuch, Hun Ahpu Utiu - Chasseur d'opossums, Chasseur de coyotes : deux dieux des origines dans le Popol Vuh
- Hun Came Vucub Came - Seigneur de Xibalba dans le Popol Vuh, parfois scindé en deux dieux différents
- Hunabku - Dieu créateur
- Hunahpu et Ixbalanque - Les jumeaux héros des mayas
- Huracan - Dieu du vent et de la tempête
- Itzamna - Dieu du ciel, de la nuit et du jour
- Ixchel - Déesse des inondations, de la terre, de la lune et des orages
- Ixtab - Déesse du suicide
- K'awil - Dieu lié au pouvoir dynastique
- K'inich Ajaw - Dieu du soleil
- Kisin - Dieu des tremblements de terre et de la mort des Lacandons
- Kukulkan - Le serpent à plumes des Mayas des basses-terres, d'origine toltèque
- Monstres Witz - Les montagnes, que les mayas considéraient comme des dieux
- Pauahtun - dieux cardinaux
- Tepeu - Dieu du ciel, un des dieux créateurs du Popol Vuh, il a participé aux trois tentatives visant à créer l'humanité
- Tohil ou Tojil ou Huntoh en Cakchiquel - Dieu tutélaire des Quichés, des Cakchiquel
- Tzacol, Bitol - Dieux créateurs dans le Popol Vuh
- Uayeb - Dieu de la pêche et des cinq jours malchanceux
- Uqux Cho, Uqux Palo - Esprits des lacs et de la mer dans le Popol Vuh
- Votan - Humain déifié, dieu de la terre et des tambours
- Vucub Caquix - Dieu orgueilleux vaincu par les jumeaux dans le Popol Vuh
- Xamen Ek - Le dieu guide
- Xmucane - Mère de Hun Ahpu et de Ixbalanque dans le Popol Vuh
- Zipacna-  Fils de Vucub Caquix, Celui qui abat les montagnes dans le Popol Vuh
- Hacavitz, Awilix - Dieux tutélaires dans le Popol Vuh
- Lahun Chan, Tawizcal, Chac Xiwtei, Cactunal - Dieux postclassiques d'origine mexicaine, présents surtout dans les codex
- Xiquiripat, Cuchumaquic, Ahalpuh Ahal On, Chamia Bac, Chamia Holom, Ahal Mez, Ahal Tocob, Quic, Patan, Quic Xic, Quic Rixcac - Seigneurs de Xibalba
- Yum Kaax - dieu du maïs

#### Jumeaux héroïques
Les jumeaux sont particulièrement de bon augure dans la mythologie maya et le sacrifice de jumeaux est un thème central du Livre sacré du Conseil maya K'iche', le Popol Vuh, un livre dont les antécédents remontent à la période préclassique maya. Dans le Popol Vuh, les jumeaux Hun Hunapu et Vucub Hunahpu descendent dans le monde souterrain et sont sacrifiés par les dieux après une défaite lors d'un match de balle. La tête de Hun Hunapu est ensuite suspendue à un calebassier, où elle imprègne une jeune fille qui donne naissance à une deuxième paire de jumeaux, Hunahpu et Ixbalanque.
Ces jumeaux, connus sous le nom de jumeaux héroïques, vont ensuite venger leur père et leur oncle en se soumettant à des cycles répétés de sacrifices et de résurrections pour déjouer les dieux des enfers. Les jumeaux héroïques et leurs aventures sont largement représentés dans l'art maya classique. Ainsi, pour Rodrigo Barquera et al. (2024), étant donné que les structures souterraines étaient considérées comme des entrées vers les enfers, les sacrifices des jumeaux et de leurs proches dans le chultún de Chichén Itzá peuvent rappeler des rituels impliquant les jumeaux héroïques.

### Nahualisme

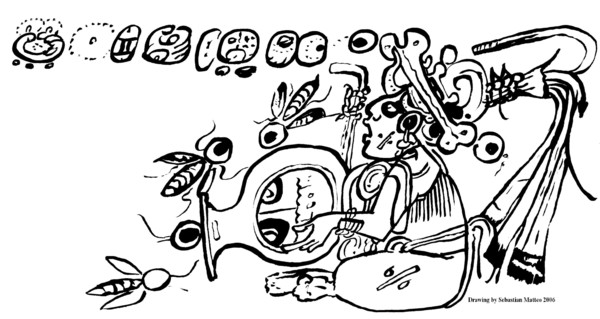
Un Nahual de l'époque classique représenté sur une céramique (dessin de Sebastian Matteo).

Chez les Tzetlals d’Oxchuc (Chiapas central) (Alfonso Villa Rojas 1947, 1963), chacun « reçoit l’aide » d’un Nahual. Celui-ci est décrit comme un animal (lézard, chien, faucon) ou un humain différent d’un individu « normal » (par exemple, un nain déguisé en catholique), il en existe aussi sous la forme de boules de feu (rouge, jaune et verte). Tous ces êtres sont considérés comme invisibles, sans corps. Il arrive parfois que l’on puisse les voir circuler derrière les huttes, se cacher derrière les arbres ou se comporter comme de vrais animaux, et ceci se passe bien sûr de nuit... Pendant la journée le Nahual reste dans le « cœur de son propriétaire/maître », alors qu’une fois l’obscurité tombée, il est libre de ses mouvements. S'il est blessé pendant ses excursions, son maître l’est aussi.
Par l’intermédiaire de ces êtres, les chefs et aînés peuvent mettre à nu les comportements inadéquats de leurs subordonnés qu’ils punissent par des maladies ou des infortunes. Celui qui viole les principes de la communauté est donc exposé à la sanction. Un autre nom des Nahuals est donc agchamel, « le faiseur de maladie ». Les individus les plus puissants ont un Nahual qui peut consciemment effrayer les gens « du commun », qui peuvent en posséder un mais rarement le contrôler. Un Nahual peut aussi en contrer un autre, et donc sauver le malade.
Alfonso Villa Rojas fait un parallèle avec les tribus Itzas du Petén où les anciens étaient considérés comme responsables de maladies, parfois tués par les jeunes hommes tant ils semblaient dangereux. Les Tzeltals procèdent aussi parfois de la sorte. Les personnes à la tête du lignage possèdent les Nahuals les plus puissants. Ce sont également elles qui possèdent les connaissances permettant la communication avec les dieux ancestraux et les Saints patrons. Les Nahuals des chefs veillent aussi la nuit afin que les Nahuals de l’extérieur de la communauté n'attaquent pas le village. Les Nahuals des personnes du lignage le plus puissant sont appelés labil winiketik (labil : Nahual ; winik : homme ; -etik : marque le pluriel.

## Rites
Les rites ont pour but d'agir sur le monde, de veiller à son équilibre ainsi qu'à sa bonne marche et de se concilier les entités surnaturelles.

### Sacrifices

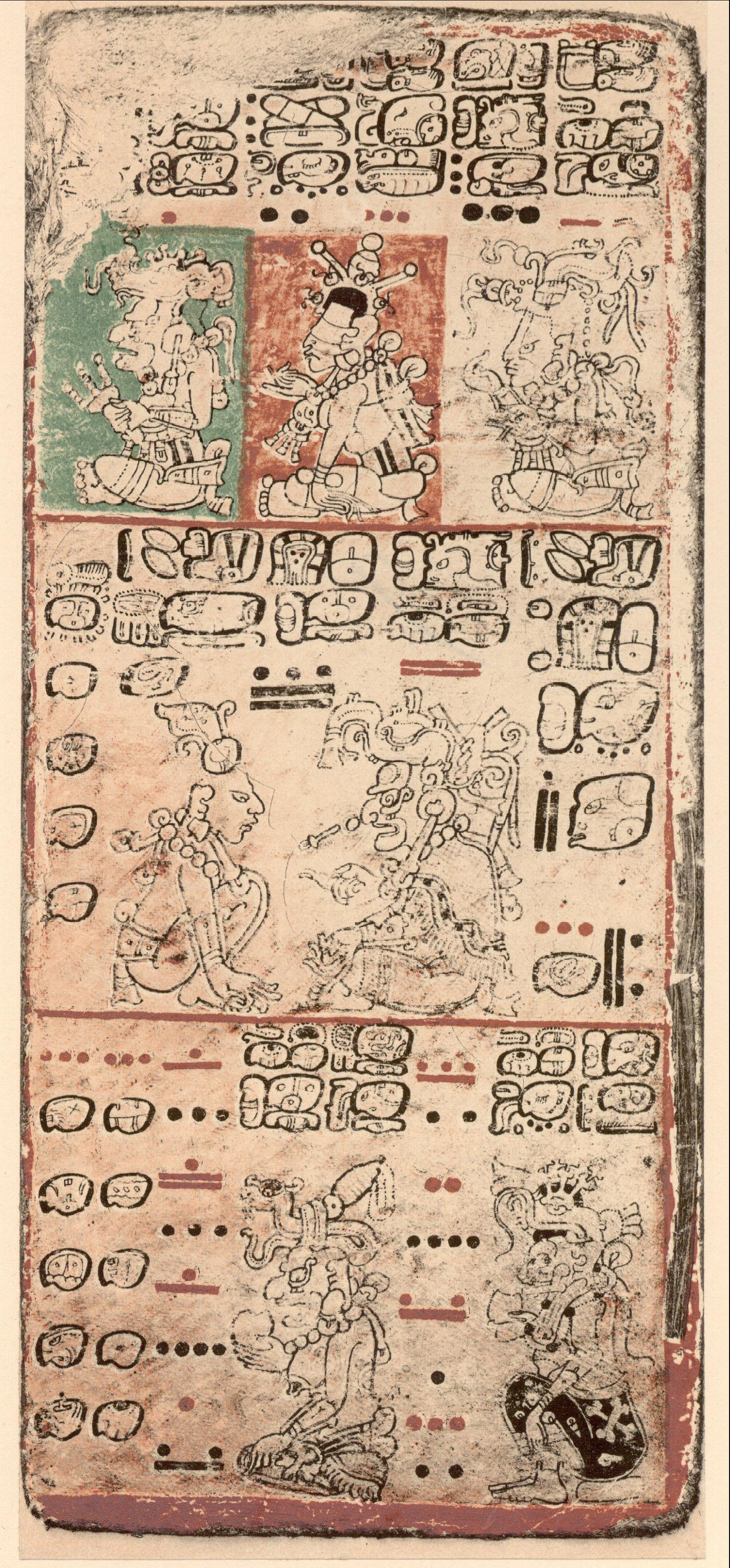
Calendrier maya sur le Codex Dresden, l’un des rares à avoir survécu à la conquête espagnole

L’élite était obsédée par le sang - le sien et celui des prisonniers - et le rite de la saignée constituait un important aspect de tout grand événement du calendrier maya. La saignée servait aussi à se concilier les dieux. Pour les Mayas, le sacrifice sanglant était nécessaire à la survie tant des dieux que des humains, faisant monter l’énergie humaine vers le ciel et recevant en retour le pouvoir divin. Le roi se servait d’un couteau d’obsidienne ou d’un aiguillon de pastenague pour s’entailler le pénis, dont il laissait couler le sang sur du papier contenu dans un bol. Les épouses des rois prenaient aussi part à ce rite en tirant une corde hérissée d’épines à travers leur langue. On faisait brûler le papier taché de sang, et la fumée qui s’en élevait établissait une communication directe avec le Monde céleste.
Les guerres entretenues entre les cités servaient principalement à fournir des prisonniers destinés au sacrifice. Tout comme chez les autres peuples mésoaméricains, les affrontements étaient plus ou moins ritualisés et le but était de capturer le plus d'ennemis, en les attrapant par les cheveux (on trouvera entre autres une représentation notable de cette pratique sur la paroi méridionale de la fresque de la chambre 2 de la structure 1 de Bonampak). Cependant, peu à peu, les guerres prirent une tournure plus politique.
La coutume voulait que les prisonniers, les esclaves, surtout les enfants et notamment les orphelins et les enfants illégitimes que l’on achetait spécialement pour l’occasion, soient offerts en sacrifice.
« À chaque divinité correspond un rite particulier durant lequel les victimes sont promises au rang de "substituts du dieu". Pour la divinité de la Pluie, particulièrement vénérée, ce sont des enfants que l'on noie, leurs larmes étant de bon augure pour obtenir des pluies abondantes [...] d'après les croyances du temps, les dieux sont littéralement "affamés" de nouvelles proies, ce qui explique l'état quasi permanent de guerre qui règne chez les Mayas, comme d'ailleurs chez d'autres peuplades méso-américaines. Les prisonniers vont constituer une sorte de "vivier à sacrifices" ». Tous les sacrifiés ne sont cependant pas contraints. En effet, « les victimes sont promises à une destinée enviable, celle d'accompagner le soleil dans sa course quotidienne, avant de revenir quatre ans plus tard sur terre, sous l'aspect d'un papillon ou d'un colibri. Cette croyance explique que les futurs sacrifiés sont souvent consentants, voire volontaires. La mort n'est pas, en effet, une fin mais, au contraire, le commencement d'une renaissance ».

### Encensement

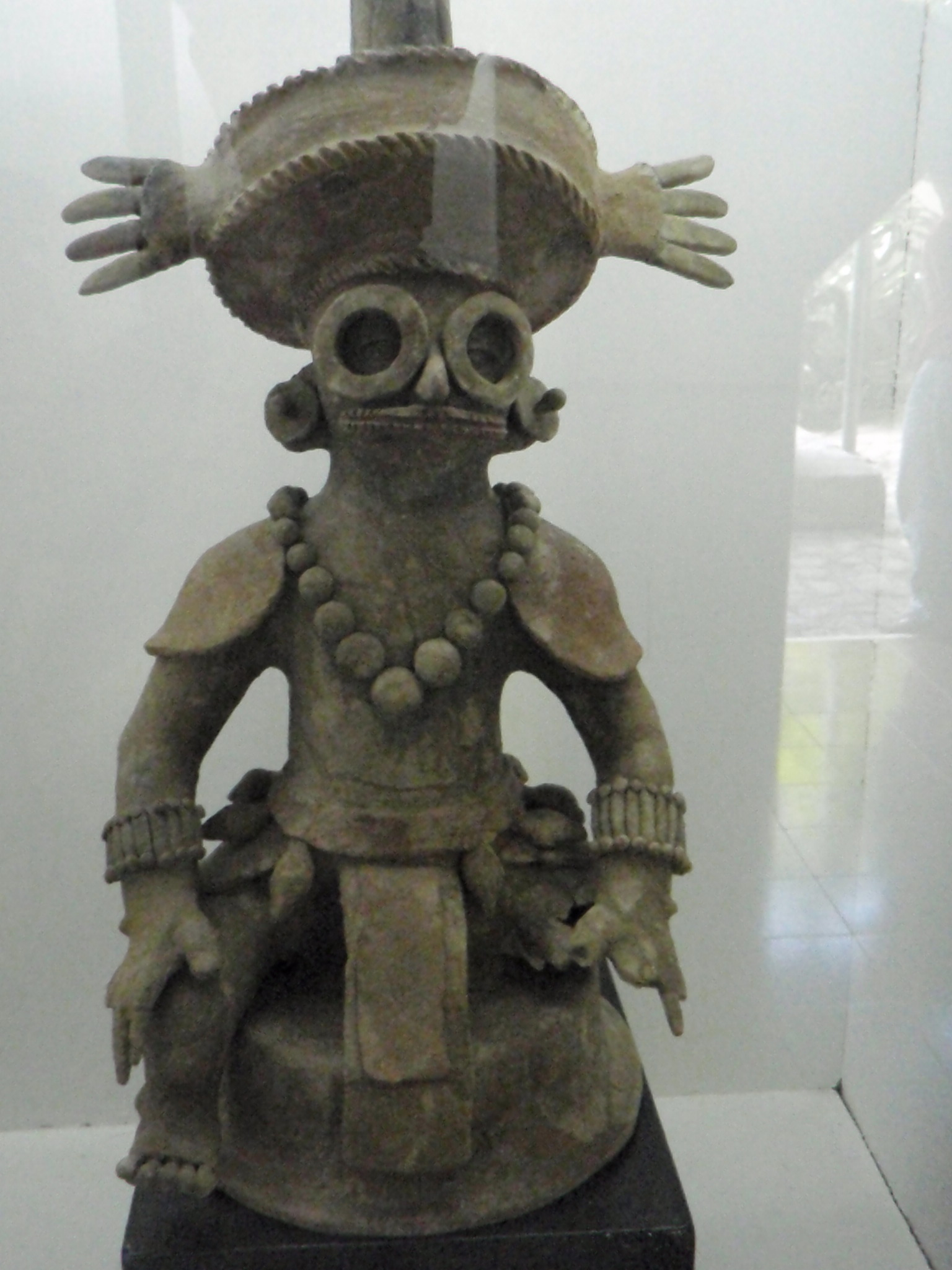
Encensoir de l'Époque classique à l'effigie d'un roi de Copan

Les Mayas brûlaient fréquemment du copal au cours de cérémonies religieuses. En témoigne le grand nombre d'encensoirs que l'on a retrouvés. Par la fumée et l'odeur qui montent, l'encensement permet d'invoquer le serpent-vision pour entrer en communication avec les entités du monde surnaturel. Les encensoirs peuvent avoir l'apparence d'un souverain ou de l'entité surnaturelle à laquelle la cérémonie est destinée.

### Déambulations rituelles
Le souverain était censé accomplir des parcours qui reproduisaient au niveau microscopique le passage du temps ou la course du soleil.